# نانسي ديكي
نانسي ديكي (بالإنجليزية: Nancy Dickey)‏ هي طبيبة أمريكية، ولدت في 10 سبتمبر 1950 في كلارك في الولايات المتحدة.